# Apurimacia dolichocarpa
Apurimacia dolichocarpa är en ärtväxtart som först beskrevs av August Heinrich Rudolf Grisebach, och fick sitt nu gällande namn av Arturo Erhardo Erardo Burkart. Apurimacia dolichocarpa ingår i släktet Apurimacia och familjen ärtväxter. Inga underarter finns listade i Catalogue of Life.